# Toledo (Iowa)
Toledo – miasto w Stanach Zjednoczonych, w stanie Iowa, w hrabstwie Tama. Zgodnie ze spisem statystycznym z 2000 roku, miasto liczyło 2 539 mieszkańców.